# ラブリ
ラブリ（Loveli、1989年11月27日 - ）は、日本のファッションモデル、タレント。本名は白濱 愛（しらはま いずみ）で、アーティスト活動の名義は白濱 イズミ。芸名のラブリは自身のクリスチャンネーム。アーティストハウス・ピラミッド所属。愛媛県松山市出身。夫はモデルで映像作家の米倉強太。

## 来歴
松山市立八坂小学校、松山市立桑原中学校卒業。
17歳で東京に上京して、六本木のパン屋、赤坂の小さな喫茶店でアルバイトをしていた。上京してからは、弟の白濱亜嵐が高校を卒業するまで2人暮らしをしていた。
2010年4月、初オーディションで唯一合格した『めざましテレビ』のリポーターを始めるも、仕事は月に1回するくらいで、そのほかに仕事が無かった頃、将来に不安を感じて手に職を付けようとヨガのインストラクターを目指して学校に通った。
2012年2月に『PON!』のお天気お姉さんのオーディションに応募して合格し、4月から12月まで番組に出演していた。
同年9月から現在の事務所であるアーティストハウス・ピラミッドに所属し、10日間で13本のテレビ番組出演を決めた。9月1日に『第2回東京ガールズコレクション in 名古屋 2012』（ナゴヤドーム）、10月13日には『第15回東京ガールズコレクション'12 A/W』（さいたまスーパーアリーナ）に出演。
同年12月、ファッション誌『JJ』（光文社）の専属モデルとなり、2013年2月号から誌面に登場した。
2013年4月からカジュアルシューズブランド『Realta』イメージモデルとなる。
2015年11月21日発売の「JJ 2016年1月号」で専属モデル卒業を発表。
2018年、白濱イズミ名義でアーティスト活動を開始。個展を開催したり楽曲をリリースしている。
同年6月、西内ひろと共にフィリピン観光親善大使に任命される。
2019年11月27日、自身の30歳の誕生日に元『MEN'S NON-NO』のモデルで映像作家の米倉強太と結婚。
2020年4月3日、第1子妊娠を報告。同年5月30日、第1子となる女児を出産。

## 人物

### 家族
- 父親は日本人（北海道小樽市出身）の公務員[15][16]、母親がフィリピン人（マニラ出身）[15]、弟が2人の5人家族で育った。弟の1人はGENERATIONS from EXILE TRIBE及びEXILEのメンバーでパフォーマーの白濱亜嵐、もう1人の弟は14歳下[17]。父は10歳くらいの時に祖父母の転勤で北海道から愛媛に来たという[18]。
- 父方の母は北海道の小樽市出身で、祖父母が松山市内で海鮮料理屋をしていたが事情により閉店し、現在は母が同じ場所でバーを営んでいる[19]。

### 趣味・特技
- 特技は絵、乗馬、ヨガ。絵は、実際に夢で見た得体の知れない物を描けるという。そのため、毎日“夢日記”を書いている。自分の寝言も覚えているとのこと[3]。
- 趣味は神社仏閣巡り、盆栽（自分が持っている盆栽の中で最も高価なものは30万円ぐらいのもの）、バスケットボール、登山。神社仏閣巡りでは、17歳の時にお遍路を制覇。2012年の夏までに3年間で5回富士山を登頂している[3]。富士登山も何度も経験しており、登山中は必ず大好物であるゆで卵を食す。
- 日本の音楽では、AIや椎名林檎を聞く[20]。
- 本人は大物有名人の前でも緊張しないと語る[3]。

## 過去の出演

### テレビ
- めざましテレビ（2010年4月 - 2011年3月、フジテレビ） - 『MOTTOいまドキ!』レギュラー
- PON!（2012年4月2日 - 12月26日、日本テレビ） - 水曜日のお天気担当[注 1]
- ガールズトーク〜十人のシスターたち〜（2012年10月2日、テレビ朝日） - 緑の宍戸 役
- 東京上級デート（2013年2月20日、テレビ朝日） ＃44　目黒三田
- 人狼〜嘘つきは誰だ?〜（2013年5月17日、フジテレビ）
- JKP〜美女12人生存競争（2014年4月1日、日本テレビ）
- 四国遍路1200「1200年 悠久の“祈り”」（2014年4月4日、NHK松山。2014年4月27日、NHK総合）
- ニッポンぶらり鉄道旅 第15回「“ヒンヤリ”を探して JR東日本左沢線」（2014年8月14日、NHK BSプレミアム）
- 趣味どきっ!「わたしの部屋の小惑星〜アクアリウムとテラリウム〜」（NHK Eテレ、2016年6月・7月期） - 生徒役（アクアリウム担当）
- なんでもワールドランキング ネプ&イモトの世界番付（2012年5月18日 - 2016年3月18日、日本テレビ）- G20（外国人20）の1人として出演。
- 男子視聴禁止（2016年4月4日 - 9月26日、BS-TBS） - MC[21]
- アナザースカイ 第407回（2016年9月9日、日本テレビ） - ゲスト [22]
- ローカル路線バス乗り継ぎの旅Z 第3弾（2017年9月23日、テレビ東京） - マドンナ[23]
- 1億人の大質問!?笑ってコラえて!（2014年9月 - 、日本テレビ）- 朝までハシゴの旅コーナーの常連（不定期出演）

### CM
- ジンコーポレーション ミュゼプラチナム（2015年）[24]

### ラジオ
- つぶや句575（2013年9月16日、NHKラジオ第1）
- lovelizm （2014年10月5日 - 2019年3月31日、FM FUJI）

### その他
- フィリピン観光親善大使（2018年 - ）[11][25]

## 書籍

### 雑誌
- with（講談社）
- JJ（光文社、2013年2月号 - 2016年1月号） - 専属モデル

## 作品

### 単行本
- 写真集『愛は愛に愛で愛を』（2016年8月25日、宝島社）[26]
- メッセージブック『私が私のことを明日少しだけ、好きになれる101のこと』（2018年8月1日、ミライカナイ）[27]

### 連載
- WEB連載「おとこのて」（2018年10月 - 、 madameFIGARO.jp）[28]
- WEB連載「僕はペン、ママはラブリ」（2019年6月 - 7月、 いぬのきもちWEB MAGAZINE）[29]

### 個展
- 言葉の記憶（2018年）[30]
- “デジタル”と“私”との関係　私はどうやら数字らしい（2019年）[31]

### 配信シングル
- 熱サヲ忘レテ（2018年10月8日） - 白濱イズミ名義
- ダーリン（2018年11月17日） - 白濱イズミ名義
- hikari（2018年12月15日） - 白濱イズミ名義
- 花の名前（2019年11月8日） - 白濱イズミ名義

### ミニアルバム
- 愛って一体なんですか?（2019年2月1日） - 白濱イズミ名義